# Echt Gebeurd
Echt Gebeurd is een Nederlandse vertelmiddag met een wekelijkse podcast die is opgericht door de cabaretiers Paulien Cornelisse en Micha Wertheim. De eerste aflevering vond plaats in de herfst van 2008. Het idee is afgekeken van de Amerikaanse podcast The Moth.
De verhalen worden verteld tijdens vertelmiddagen voor publiek in de Amsterdamse comedyclub Toomler, meestal op de derde zondag van de maand. Iedere verteller, vaak iemand zonder podiumervaring, vertelt uit het hoofd een kort waargebeurd verhaal uit haar of zijn leven. De verhalen worden opgenomen en er verschijnt een selectie op de podcast. Echt Gebeurd organiseerde ook edities op festivals als Lowlands en Into the Great Wide Open en vanaf 2017 vrijwel jaarlijks een gala-voorstelling in een groot theater. In mei 2024 werd het vijftienjarig bestaan van Echt Gebeurd gevierd in een uitverkocht theater Carré.
In 2019 stond de podcast op de 1ste of de 2de plek in de Spotify Top Podcasts. In november 2021 was de podcast weggezakt uit de top-100. In maart 2025 verscheen de vijfhonderdste aflevering.
De vertellers worden begeleid door de redactie, die in 2018 bestond uit Cornelisse, Wertheim, Rosa van Toledo en Maarten Westerveen. In 2025 bestaat de redactie uit Cornelisse, Wertheim, Arianne Hinz, Renette Kwakkenbos en Tom van Rooijen.
Echt Gebeurd komt tot stand met steun van Comedytrain.

## Bekende deelnemers
Behalve mensen zonder podiumervaring nemen soms ook bekende mensen deel aan Echt Gebeurd, zoals:
- Kees van Amstel
- Nathalie Baartman
- Aaf Brandt Corstius
- Elma Drayer
- Tim Kamps
- Thomas Gast
- Emilio Guzman
- Eva Rovers[5]
- Eva Maria Staal
- Etchica Voorn
- Jan Jaap van der Wal
- Tex de Wit

## Boek
In 2021 werd een boek uitgebracht met een selectie van 72 verhalen die zijn verteld tijdens de vertelmiddagen. Het boek heet Echt gebeurd op papier, bestaat uit drie bundels en is gepubliceerd door Stichting Echt Gebeurd en uitgeverij De Harmonie (ISBN 9789463361323).